# Stari Zdenkovac
Stari Zdenkovac je naselje u Republici Hrvatskoj u Požeško-slavonskoj županiji, u sastavu općine Čaglin.

## Zemljopis
Stari Zdenkovac je smješten između Dilj gore i Krndije na granici Požeško-slavonske i Osječko-baranjske županije,  oko 12 km istočno od Čaglina, susjedna sela su Novi Zdenkovac i Mokreš na sjeveru, Vlatkovac na zapadu i Rozmajerovac u Osječko-baranjskoj županiji na istoku.

## Stanovništvo
Prema popisu stanovništva iz 2001. godine Stari Zdenkovac je imao 46 stanovnika, dok je prema popis stanovništva iz 1991. godine imao 63 stanovnika od kojih je bilo 88,88% Hrvata.
| broj stanovnika |       |       |       |       |       | 166   | 214   | 558   | 296   | 277   | 225   | 180   | 121   | 63    | 46    | 33    | 28    |
|                 | 1857. | 1869. | 1880. | 1890. | 1900. | 1910. | 1921. | 1931. | 1948. | 1953. | 1961. | 1971. | 1981. | 1991. | 2001. | 2011. | 2021. |